# Tulle-Urbain-Sud (tổng)
Tổng Tulle-Urbain-Sud là một tổng của Pháp tọa lạc tại tỉnh Corrèze trong vùng Nouvelle-Aquitaine.

## Địa lý
Tổng này được tổ chức xung quanh Tulle trong quận Tulle. Độ cao khu vực này là 185 m (Tulle) đến 460 m (Tulle) độ cao trung bình trên mực nước biển là 212 m.

## Hành chính
| Giai đoạn | Ủy viên             | Đảng | Tư cách              |
| --------- | ------------------- | ---- | -------------------- |
| 1951-1957 | Jacques de Chammard | PRS  | Conseiller municipal |
| 2001-2008 | Jean Combasteil     | PCF  |                      |
| 2008-2014 | Dominique Grador    | PCF  |                      |

## Phân chia đơn vị hành chính
| Xã    | Dân số     | Mã bưu chính | Mã insee |
| ----- | ---------- | ------------ | -------- |
| Tulle | 15 553 (1) | 19000        | 19272    |

(1) một phần của xã.

## Thông tin nhân khẩu
| 1962                                                     | 1968 | 1975 | 1982 | 1990 | 1999 |
| -------------------------------------------------------- | ---- | ---- | ---- | ---- | ---- |
| -                                                        | -    | -    | -    | -    | -    |
| Nombre retenu à partir de 1962 : dân số không tính trùng |      |      |      |      |      |